# Astragalus plumosus
Astragalus plumosus är en ärtväxtart som beskrevs av Carl Ludwig von Willdenow. Astragalus plumosus ingår i släktet vedlar, och familjen ärtväxter. Inga underarter finns listade i Catalogue of Life.